# Freya von Moltke
Pour les autres membres de la famille, voir Moltke.
La comtesse Freya von Moltke (29 mars 1911 – 1er janvier 2010) était membre du groupe de résistance au nazisme, le Cercle de Kreisau. Après la guerre, Freya von Moltke publie une chronique des événements de cette période à partir des lettres écrites par son mari et ses mémoires. Elle soutient ensuite la création d'un centre pour la compréhension internationale sur l'ancien domaine des von Moltke à Krzyżowa, en Pologne (anciennement Kreisau).

## Biographie

### Jeunesse
Freya Maria Helene Ada Deichmann est née le 29 mars 1911 à Cologne, en Allemagne, dans le foyer du banquier Carl Theodor Deichmann et d'Ada von Schnitzler. En 1930, elle commence des études de droit à l'Université de Bonn et participe à des séminaires à l'Université de Breslau, où elle rencontre Helmuth James Graf von Moltke. Ils se marient le 18 octobre 1931 à Cologne. Le couple réside d'abord dans une maison modeste sur le domaine des von Moltke à Kreisau, en Silésie. Ils déménagent ensuite à Berlin, afin de pouvoir terminer leur formation juridique. Freya obtient un doctorat en droit de l'Université Humboldt de Berlin en 1935.

### A Kreisau avant la guerre

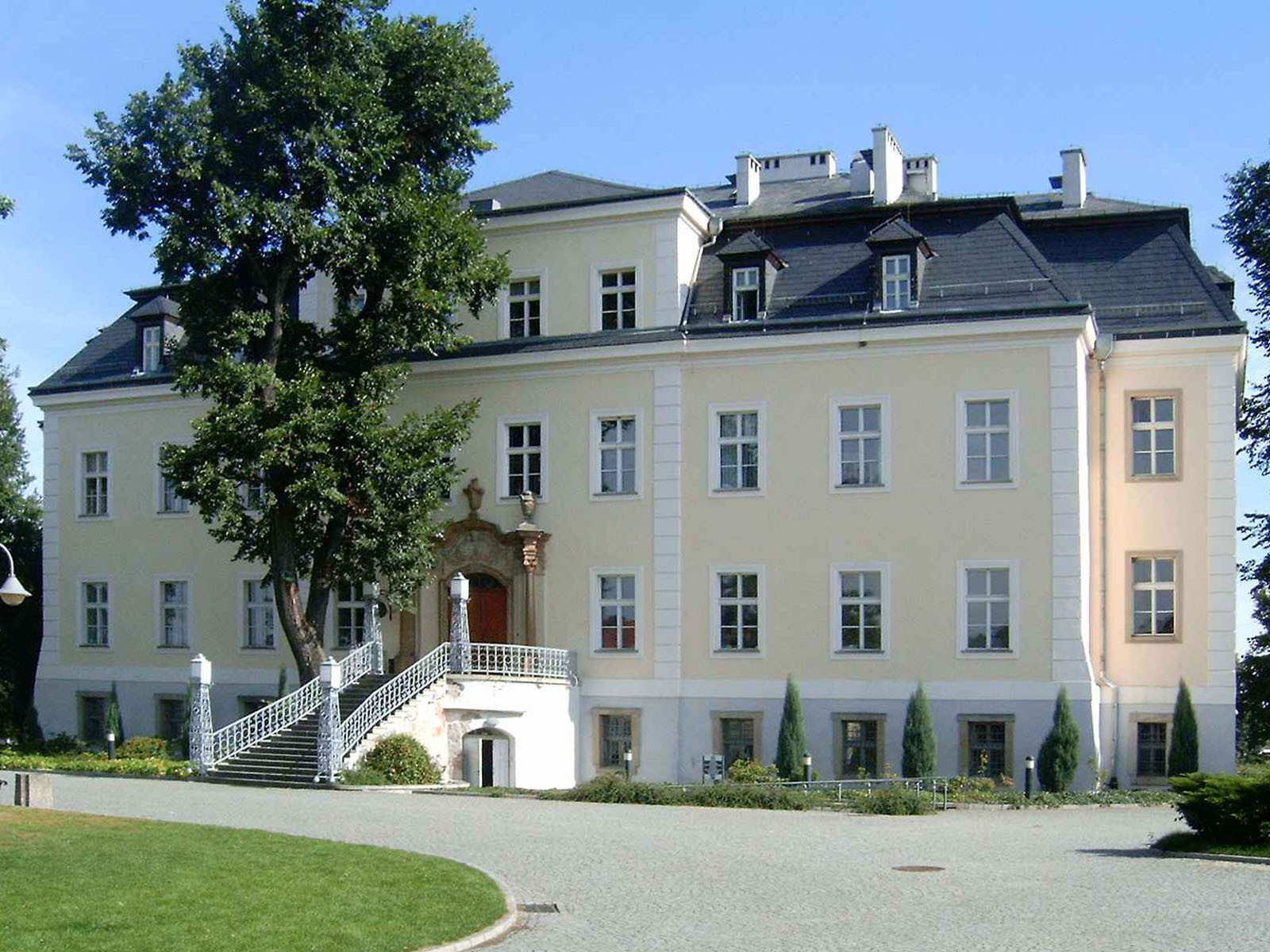
La maison principale du domaine von Moltke à Kreisau.

Après ses études de droit, elle passe ses étés au domaine von Moltke à Kreisau, où son mari gère d'abord personnellement les activités agricoles, une activité atypique pour un noble allemand, avant d'engager un intendant. Freya von Moltke travaille alors activement sur la ferme, tandis que son mari ouvre un cabinet d'avocat en droit international à Berlin et étudie pour obtenir un diplôme d'avocat anglais.
Dès les premières années du Troisième Reich, Helmuth von Moltke fait le choix de rester en Allemagne pour aider les victimes du régime. Les Juifs candidats à l’émigration constituent l’essentiel de sa clientèle,. 
En 1933, Adolf Hitler accède à la chancellerie allemande, ce qu'Helmuth von Moltke voit comme l'annonce de catastrophes pour l'Allemagne, et non comme une période de transition, au contraire de nombreux observateurs,. Les Nazis s'attaquent immédiatement aux droits des personnes par le décret de l'incendie du Reichstag et abolissent la constitution par la loi des pleins pouvoirs de 1933. Les von Moltke encouragent leur intendant à rejoindre le parti nazi afin de protéger la communauté de Kreisau de l'ingérence du gouvernement.
En 1937 naît le premier enfant du couple, Helmuth Caspar. Dès lors, Freya von Moltke s'installe à Kreisau de manière permanente. Son mari hérite du domaine de Kreisau en 1939.

### Années de guerre
En 1939, la Seconde Guerre mondiale commence avec l'invasion allemande de la Pologne. Helmuth Von Moltke est immédiatement incorporé dans l'Abwehr, au Service du Contre-espionnage, division Étranger, comme expert de la loi martiale et du droit international public,.
Dans ses voyages en pays occupés, il observe de nombreuses violations des droits de l'homme, qu'il tente de contrecarrer en insistant sur le fait que l'Allemagne doit respecter la Convention de Genève (ce qu'elle ne fait pas) et par des actions locales en suscitant des alternatives moins néfastes pour la population locale, en s'appuyant sur des principes juridiques.
En octobre 1941, il écrit : « Certainement plus d'un millier de personnes sont assassinées chaque jour de cette façon, et un millier d'Allemands de plus sont formés au meurtre... Qu'est ce que je vais dire quand on me demandera : Et vous, qu'avez-vous fait pendant ce temps ? » Et, plus loin dans la même lettre : « Depuis samedi, les Juifs berlinois sont arrêtés. Puis ils sont expédiés on ne sait où avec un simple bagage à main... Comment peut-on être au courant de ces choses et se balader librement ? » (Lettres de Helmuth von Moltke à Freya)
En 1941, Freya von Moltke accouche de leur deuxième fils, Konrad (1941-2005), à Kreisau.

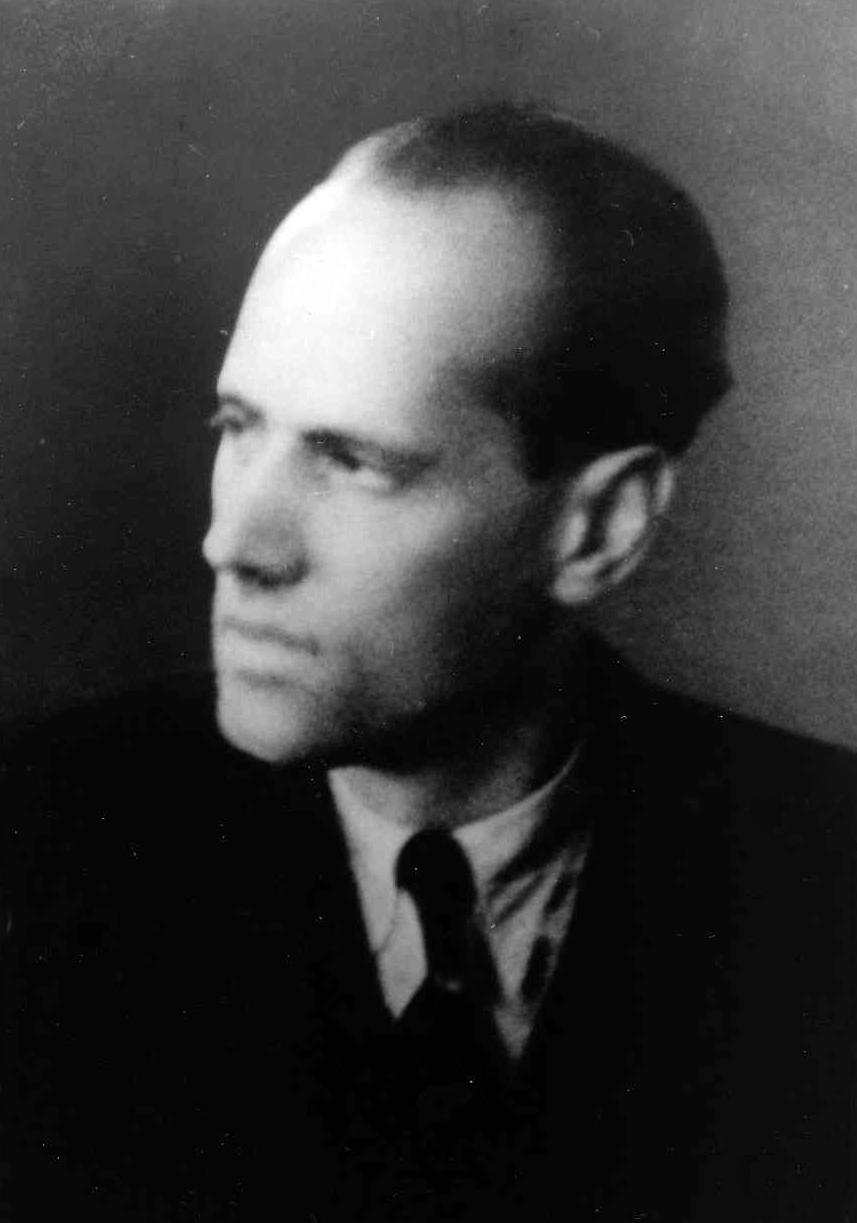
Helmuth James Graf von Moltke devant le « Tribunal du Peuple » en 1945.

À partir de 1942, Helmuth von Moltke et Peter Yorck von Wartenburg rejoignent le Cercle de Kreisau, un des principaux groupes de résistants en Allemagne auquel appartiennent des aristocrates, des universitaires, des clercs, des hauts fonctionnaires, des dirigeants syndicaux etc, comme Adolf Reichwein, Carl-Dietrich von Trotha (de)ou   le prêtre Alfred Delp. Le groupe n’excéde jamais une vingtaine de personnes,. 
À Berlin Helmuth von Moltke avait un cercle de connaissances opposées au nazisme, qui se  rencontraient fréquemment, le plus souvent à Berlin et seulement à trois reprises, à Kreisau, bien que ce soit ce lieu qui donnera son nom au groupe. Les réunions à Kreisau ont un ordre du jour bien organisé, en commençant par des sujets de discussion relativement inoffensifs, à titre de couverture. Les sujets de la première réunion, en mai 1942, comprennent l'analyse de l'échec des institutions d'enseignement et  religieuses allemandes face à la montée du nazisme. La deuxième réunion à l'automne 1942 porte sur la reconstruction après la guerre, après la probable défaite de l'Allemagne et des notions de planification économique, de gouvernement autonome et d'union pan-européenne. La troisième réunion, en juin 1943, traite de la manière dont il faudrait gérer l'héritage des crimes nazis après la chute de la dictature. Ces réunions ont produit deux documents : “Principes pour le nouvel ordre [post-nazi]” et “Directives pour les Commissaires régionaux”.
Helmuth von Moltke devient le chef du cercle de Kreisau. Freya von Moltke soutient son activité de résistance et assure la livraison du courrier, ce qui la met constamment en danger. Avec Marion Yorck von Wartenburg, Freya von Moltke est la seule femme à assister aux réunions. A la demande de son mari, elle cache aussi des documents à un endroit que lui-même ignorait, au cas où il serait torturé,,. 
Le 19 janvier 1944, la Gestapo arrête Helmuth von Moltke, pour avoir prévenu des amis de leur arrestation prochaine,.
Après l'arrestation de son mari, Freya von Moltke reste à Kreisau et s'occupe du domaine où elle accueille aussi l'épouse d'Adolf Reichwein, membre du réseau, exécuté après le 20 juillet 1944. Elle rencontre Roland Freisler, le président du tribunal populaire, et le chef de la Gestapo Heinrich Müller pour les convaincre de l'innocence de son mari.  
Freya von Moltke est autorisée à lui rendre visite mais une tentative d'assassinat contre Hitler a lieu le 20 juillet 1944 et les nazis arrêtent des centaines de personnes. Helmuth von Moltke étant incarcéré à ce moment-là ne peut y avoir participé de manière active mais, durant les interrogatoires qui suivent l'attentat, la Gestapo découvre les liens qui l'unissent au réseau et aux conjurés,.
En janvier 1945, Helmuth von Moltke est jugé, condamné à mort par un “tribunal du peuple” pour haute trahison et pendu le 23 janvier 1945 à la prison de Plötzensee à Berlin.

### Après Kreisau
Au printemps de 1945, Freya von Moltke et une autre veuve d'un membre du Cercle Kreisau fuient avec leurs familles vers la Tchécoslovaquie pour éviter l'offensive russe, qui, finalement, contourne Kreisau. Après la chute de Berlin , le 2 mai 1945, les Russes envoient un petit détachement pour occuper Kreisau. Freya von Molkte obtient un sauf-conduit pour les deux familles qui leur permet de retourner à Kreisau. Une compagnie de l'Armée rouge est cantonnée dans la propriété au cours de l'été 1945, puis ce sont les Polonais qui vont l'occuper. Les tentatives d'entente échouent.
Après un voyage à Berlin, où elle a rencontré Allen Dulles et un difficile voyage de retour vers la Silésie pour récupérer ses enfants, Freya von Moltke suit les conseils de Gero von Schulze-Gaevernitz, un officier américain, venu pour inspecter les conditions de la Silésie,  à savoir de quitter Kreisau. Freya von Moltke lui confie, pour les sauvegarder, les 1600 lettres de son mari et les documents du cercle de Kresisau et qu'elle a dissimulé dans ses ruches. Grâce à des amis britanniques de son mari, des émissaires de l'ambassade britannique en Pologne organisent son départ de Pologne. Kreisau devient le Krzyzowa polonais et une ferme d'État est établie sur le domaine,.

### Transitions
Après avoir fui la Pologne, Freya von Moltke part pour l'Afrique du Sud, où elle s'installe avec ses deux jeunes fils, Gaspard et Konrad. Elle y travaille dans les soins aux personnes handicapées et devient assistante sociale. 
En 1956, incapable de supporter l'apartheid, elle retourne à Berlin où elle commença à faire connaître le Cercle de Kreisau et à transcrire les lettres de son mari. Elle reçoit, entre autres, l'appui de Eugen Gerstenmeier, alors président du Bundestag,.
En 1960, elle déménage à Norwich, dans le Vermont, pour rejoindre son ami d'avant-guerre, le philosophe social Eugen Rosenstock-Huessy, qui décéde en 1973. À l'âge de 75 ans, Freya von Moltke obtient la citoyenneté américaine, ce qui lui permet de continuer à participer à la politique américaine, ce qui l'intéresse vivement.
Elle publie les Lettres d'Helmuth von Moltke à Freya 1939-1945 en 1988, et obtient le prix Geschwister Scholl en 1989
Ses mémoires paraissent en 1997.

### Défense de la mémoire des résistants allemands
Après la Seconde Guerre mondiale, Freya von Moltke est active dans la publication des idées et des actions de son mari pendant la guerre, afin de servir d'exemple de résistance basée sur des principes. Dès 1949, elle visite les États-Unis à la conférence Allemagne: passé et présent, Allemagne: le totalitarisme contre la démocratie, la jeunesse allemande et l'éducation nouvelle, et La place des femmes dans la nouvelle Allemagne.[réf. nécessaire]
Elle fait l'objet de nombreuses interviews et des articles. Elle déclare lors d'une interview : « les gens qui ont survécu à la période nazie, qui n'ont pas perdu la vie à cause de leur opposition, ont tous dû faire des compromis ».

### Œuvre en faveur de la réconciliation germano-polonaise et européenne
Avec la réunification de l'Allemagne, la famille von Moltke renonce à récupérer sa propriété de Kreisau. Freya von Moltke contribue à transformer le domaine de Kreisau en un lieu de rencontre pour promouvoir la compréhension germano-polonaise et européenne. La Pologne et l'Allemagne investissent 30 millions de marks dans la rénovation du lieu. En 1998, le Centre international de rencontre des jeunes de Kreisau (Internationale Jugendbegegnungsstätte Kreisau) ouvre avec la mission de réinterpréter l'héritage intellectuel de la Résistance pour le monde d'aujourd'hui. Des jeunes et adultes d'Europe orientale et occidentale s'y rencontrent pour mieux se connaître afin de travailler sur l'intégration européenne. Les idéaux démocratiques adoptés par la résistance doivent être étudiés et pratiqués pour devenir réalité,,. 
En 2004, un fonds est établi, le Freya von Moltke Stiftung für das Neue Kreisau (Fondation Freya von Moltke pour le nouveau Kreisau), afin de permettre le soutien à long terme de ce lieu de rencontre et de prolonger le travail qui s'y fait. À partir de 2007, Freya von Moltke soutient cette initiative en devenant présidente honoraire du conseil d'administration de la Fondation Européenne pour la Compréhension européenne de Kreisau (l'entité qui soutient financièrement le centre de rencontre) et de l'Institut pour l'Infrastructure Culturelle, Saxe à Görlitz. Sa vie a servi de base d'une pièce de théâtre de Marc Smith, Un Voyage à Kreisau  (A Journey to Kreisau).

### Décès
Freya von Moltke meurt le 1er janvier 2010 à Norwich, d'une infection virale, à l'âge de 98 ans,.

## Reconnaissance
En 1999, l'université de Dartmouth attribue un Doctorat honoris causa ès Lettres à Freya von Moltke pour ses écrits sur la Résistance allemande au nazisme pendant la seconde Guerre Mondiale. La même année, elle reçoit le prix Bruecke de la ville de Görlitz, en Allemagne, en reconnaissance du travail de toute sa vie.
Freya Von Moltke a rencontré trois chanceliers allemands en relation avec son travail : Helmut Kohl en 1998, pour lui présenter le Centre international de la Jeunesse de Kreisau, juste construit à Krzyżowa, Gerhard Schroeder en 2004, lors d'une cérémonie de dépôt de gerbe pose en l'honneur de résistants au nazisme, et Angela Merkel en 2007 lors d'une célébration du centenaire de la naissance de son mari, Helmuth von Moltke,.
Le 11 mars 2007 lors d'une commémoration à Berlin, Angela Merkel décrit Helmuth von Moltke comme un symbole de "l'Europe du courage".
Le film documentaire sur la vie de Freya von Moltke, réalisé par Rachel Freudenburg, qui inclut sa dernière interview en anglais, a été montré pour la première fois à l'Institut Goethe de Boston le 23 janvier 2011.

### En Anglais
- (en) Michael Balfour & Julian Frisbee, Helmuth von Moltke — A Leader against Hitler, éditeur : MacMillan London Limited, Londres, 1972
- (en) Peter Grose, Gentleman Spy: The Life of Allen Dulles, University of Massachusetts Press, Amherst, Massachusetts, 1996,  (ISBN 1558490442)
- (en) Robert Marquand, « Moral legacy of Nazi resister takes root in Germany—and abroad », The Christian Science Monitor,‎ 12 mars 2007 (lire en ligne, consulté le 6 janvier 2010)
- (en) Freya von Moltke, Julie M. Winter (traductrice et éditrice), Memories of Kreisau & The German Resistance, éditeur : University of Nebraska Press, Lincoln, Nebraska, 2003,  (ISBN 0803246692)
- (en) Helmuth James von Moltke, Beata Ruhm von Oppen (traductrice et éditrice), Letters to Freya: 1939–1945, éditeur : Alfred A. Knopf, New York, 1990,  (ISBN 0394579232)
- (en) Alison Owings, Frauen: German Women Recall the Third Reich, éditeur : Rutgers University Press, Piscataway, New Jersey, 1995,  (ISBN 0813522005)
- (en) Dorothee von Meding, Courageous Hearts: Women and the Anti-Hitler Plot of 1944, éditeur : Berghahn Books, Oxford & New York, 1997,  (ISBN 1571818537)

### En Allemand
- (de) Gerd Appenzeller, Eine Frau mit einem unbeugsamen Willen, article de Die Zeit, 5 janvier 2010 , accès le 6 janvier 2010
- (de) Annedore Leber & Freya von Moltke, Für und wider—Entscheidungen in Deutschland 1918-1945, éditeur : Mosaik Verlag, Frankfurt-am-Main, 1961
- (de) Elisabeth Moltmann-Wendel, Das Leben lieben - mehr als den Himmel. Frauenporträts, éditeur : Gütersloher Verlagshaus, Gütersloh, 2005,  (ISBN 3579052098)
- (de) Freya von Moltke & Eva Hoffmann, Die Kreisauerin, éditeur : Lamuv Verlag, Göttingen, 1996,  (ISBN 3889774415)
- (de) Helmuth James von Moltke, Briefe an Freya—1939-1945, éditeur : C.H. Beck'sche Verlagsbuchhandlung, Munich, 1988
- (de) Freya von Moltke, Die Verteidigung europäischer Menschlichkeit, article du journal "Aus Politik und Zeitgeschichte"|volume=§ 139 GG, numéro B27, 2004, pages 3–4, /GRUU2G, 0,Die_Verteidigung_europ%E4ischer_Menschlichkeit.html